# 锡金灯心草
锡金灯心草（学名：Juncus sikkimensis）是灯心草科灯心草属的植物。分布于锡金、印度、尼泊尔、不丹以及中国大陆的四川、西藏、甘肃、云南等地，生长于海拔4,000米至4,600米的地区，一般生长在山坡草丛、林下和沼泽湿地，目前尚未由人工引种栽培。

## 异名
- Juncus sikkimensis Hook. f. var. halvolus K. F. Wu
- Juncus sikkimensis Hook. f. var. monocephalus Hook. f.